# Elliðaey
Elliðaey – trzecia pod względem wielkości wyspa archipelagu Vestmannaeyjar, o powierzchni 0,45 km². Powstała w wyniku erupcji wulkanu 5-6 tysięcy lat temu. Znajduje się w północno-wschodniej części archipelagu. W najwyższym punkcie wznosi się 114 m n.p.m.
Około 300 lat temu wyspę zamieszkiwało kilka rodzin, które trudniły się hodowlą bydła, rybołówstwem i polowaniami na maskonury. Ostatni mieszkańcy opuścili wyspę w 1930 roku. Obecnie sezonowo wypasane są tu owce.
W 1953 roku na Elliðaey lokalne stowarzyszenie łowieckie wybudowało na wyspie niewielki domek myśliwski, wykorzystywany przez członków podczas polowań na maskonury. Nie posiada on kanalizacji i elektryczności, za to ma saunę. Woda w saunie pochodzi z systemu zbierania deszczu.
W 2000 roku, ówczesny premier Islandii chciał podarować wyspę islandzkiej piosenkarce Björk, w ramach podziękowania za promowanie kraju na arenie międzynarodowej. Inicjatywa ta nie spodobała się jednak obywatelom Islandii, dlatego polityk wycofał się z tego pomysłu.